# Гашпар
Гашпар (рум. Gașpar) — село в Единецком районе Молдавии. Относится к сёлам, не образующим коммуну.

## География
Село Гашпар расположено примерно в 14 км к востоку от города Единец. Ближайшие населённые пункты — сёла Фрасин и Фынтына-Албэ.
Село расположено на высоте 209 метров над уровнем моря.

## Население
По данным переписи населения 2004 года, в селе Гашпар проживает 1335 человек (625 мужчин, 710 женщин).
Этнический состав села:
| Национальность | Число жителей | Процентный состав |
| -------------- | ------------- | ----------------- |
| молдаване      | 939           | 70,34             |
| украинцы       | 369           | 27,64             |
| русские        | 21            | 1,57              |
| румыны         | 4             | 0,3               |
| прочие         | 2             | 0,15              |
| Всего          | 1335          | 100 %             |

## Образование
В селе есть русско-молдавская гимназия.

## Достопримечательности
В селе Гашпар вблизи церкви есть воинское кладбище. Там установлены памятники погибшим в Первую мировую и Великую Отечественную войну.